# Smith Island (Brits-Columbia)
Smith Island is een eiland in het westen van Brits-Columbia in Canada.

## Geografie
Het eiland heeft oost-west een lengte van ruim 8,5 kilometer en ligt ligt in het uiterste zuidoosten van de Chatham Sound. Ten noorden van het eiland scheidt de Inverness Passage het eiland van het Tsimpsean Peninsula van het vasteland van Canada, ten oosten ligt De Horsey Passage met aan de overzijde het kleinere De Horsey Island met daar ten oosten van de Telegraph Passage waarin de rivier Skeena uitmondt, ten zuiden en zuidwesten ligt de Marcus Passage met aan de overzijde in het zuiden Kennedy Island en in het zuidwesten na enkele kleinere eilanden en de Malacca Passage het Porcher Island en in het westen Chatham Sound. Tussen het eiland en De Horsey Island ligt de De Horsey Passage. Croasdaile Island ligt ten zuiden van de zuidpunt van Smith Island.
Vanuit het noordwesten snijdt de Tsum Tsadai Inlet in in het noorden van het eiland. Tsum Tsadai Inlet is een smalle inham aan de noordkant van het eiland, met zijn opening naar het westen.[3] De inham biedt een goed beschermde ankerplaats voor kleine vaartuigen, maar moet met voorzichtigheid worden benaderd bij kentering, aangezien een groep drogende riffen de aanloop omringen en getijdenstromen van meer dan 5 knopen (9,3 km/u) bij de ingang bekend zijn.
De wateren rond het eiland liggen in de mariene ecoregio Noord-Amerikaans Pacifisch Fjordland.

### Nederzettingen
Dashken Indian Reserve No. 22 ligt aan de oostkant van Smith Island, tegenover De Horsey Island. Ten zuiden van het reservaat, ook tegenover De Horsey Island, liggen de ruïnes van het voormalige postkantoor en de kade van Osland. Hazel Point markeert de zuidpunt van het eiland, net ten oosten van de punt ligt een baai die de locatie is van de voormalige conservenfabriek en nederzetting van Oceanic.